# Regierung Schottenstein
Die Regierung Schottenstein bildete vom 10. November 1900 bis 15. April 1901 die Landesregierung von Württemberg.
| Amt                                                             | Name                                  |
| --------------------------------------------------------------- | ------------------------------------- |
| Ministerpräsident (Offiziell: Präsident des Staatsministeriums) | Max Freiherr Schott von Schottenstein |
| Äußeres und Königliches Haus                                    | Julius Freiherr von Soden             |
| Inneres                                                         | Johann von Pischek                    |
| Finanzen                                                        | Karl von Zeyer                        |
| Justiz                                                          | Wilhelm August von Breitling          |
| Krieg                                                           | Max Freiherr Schott von Schottenstein |
| Kultus                                                          | Karl Hugo von Weizsäcker              |